# Wuyi, Jinhua
Wuyi är ett härad som lyder under Jinhuas stadsprefektur i Zhejiang-provinsen i östra Kina.
Befolkningen uppgick till 301 223 invånare vid folkräkningen år 2000, varav 83 933 invånare bodde i huvudorten Wuyang. Häradet var år 2000 indelat i 7 köpingar (zhèn) samt 16 socknar (xiāng). 